# Ellijay
Ellijay è una città degli Stati Uniti d'America, situata in Georgia, nella Contea di Gilmer, della quale è il capoluogo.